# Ботеску, Хараламби

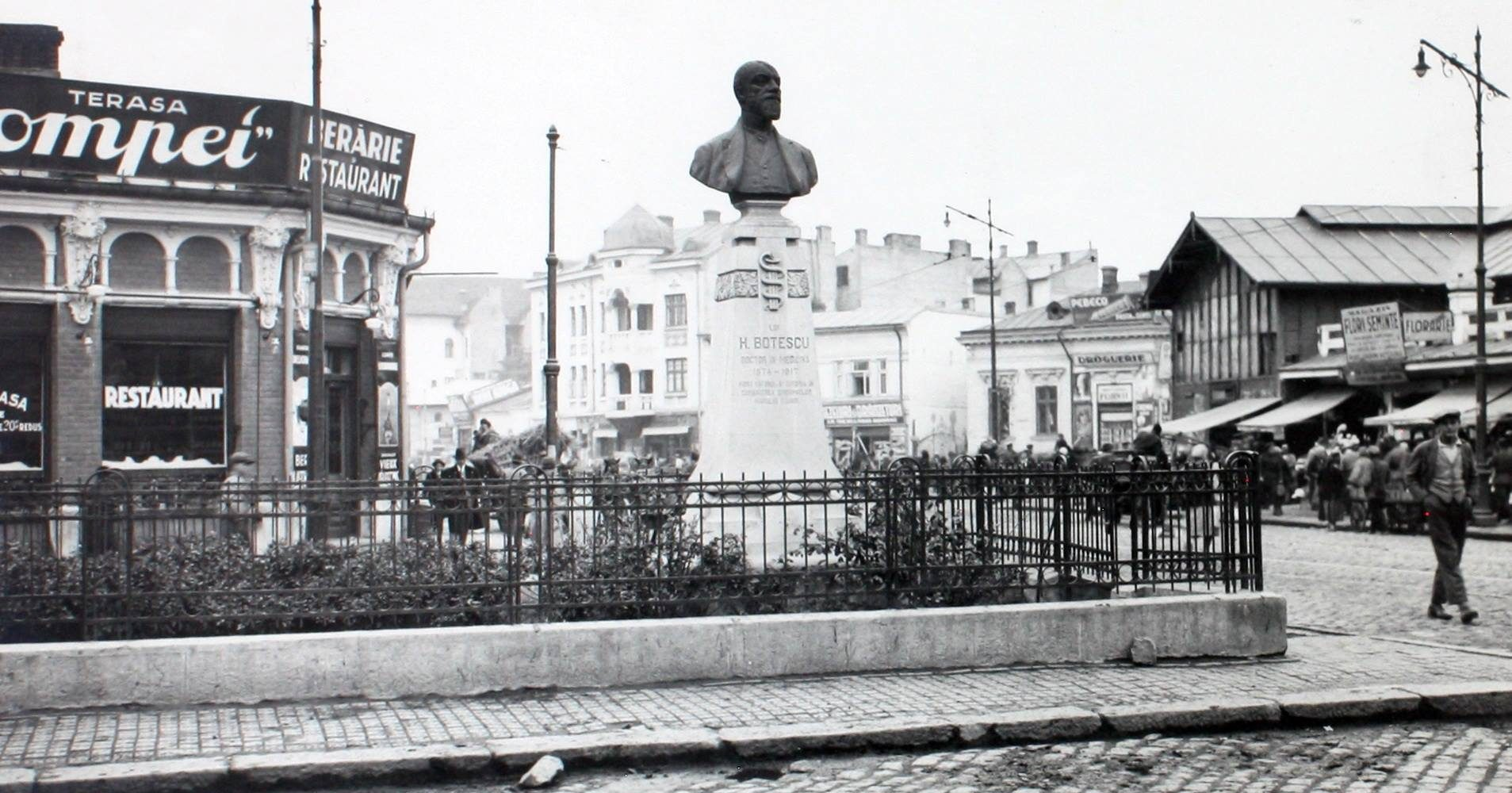
Памятник доктору Хараламби Ботеску

Хараламби Ботеску (рум. Haralambie Botescu; 13 августа 1874, Алдени, Объединённое княжество Валахии и Молдавии (ныне жудец Бузэу, Румыния) — 22 января 1917, Рымнику-Вылча) — румынский медик, врач, Доктор медицины. Национальный герой Румынии.
В 1910 году работал помощником примара (мэра) Бухареста. В 1912 году основал «Институт физиотерапии» в Кэлимэнешти, в 1914 году — в Бэиле-Говора. Был членом совета директоров компании Govora-Călimănești, занимал должность её генерального директора.
Во время Первой мировой войны вёл активную борьбу с эпидемией сыпного тифа, оказывая помощь раненым и больным тифом в больницах Ясс.
Погиб при исполнении служебных обязанностей.

## Память
- Именем М. Ботеску названа площадь и улица в Бухаресте.
- В столице ему установлен бронзовый памятник[1].